# Бановина (Фужине)
Банови́на — упразднённый в 2011 году населённый пункт в коммуне Фужине Приморско-Горанской жупании Республики Хорватия.

## История
До территориальной реорганизации в Хорватии входил в состав старого муниципалитета Делнице. После переписи населения 2011 года посёлок был упразднён и присоединен к посёлку Лич.

## Население
| Численность населения по переписям | Численность населения по переписям | Численность населения по переписям | Численность населения по переписям | Численность населения по переписям | Численность населения по переписям | Численность населения по переписям | Численность населения по переписям | Численность населения по переписям | Численность населения по переписям | Численность населения по переписям | Численность населения по переписям | Численность населения по переписям | Численность населения по переписям | Численность населения по переписям |
| ---------------------------------- | ---------------------------------- | ---------------------------------- | ---------------------------------- | ---------------------------------- | ---------------------------------- | ---------------------------------- | ---------------------------------- | ---------------------------------- | ---------------------------------- | ---------------------------------- | ---------------------------------- | ---------------------------------- | ---------------------------------- | ---------------------------------- |
| 1857                               | 1869                               | 1880                               | 1890                               | 1900                               | 1910                               | 1921                               | 1931                               | 1948                               | 1953                               | 1961                               | 1971                               | 1981                               | 1991                               | 2001                               |
| 268                                | 265                                | 255                                | 259                                | 279                                | 232                                | 208                                | 224                                | 179                                | 199                                | 187                                | 176                                | 210                                | 166                                | 151                                |